# Niederdahlhausen
Niederdahlhausen ist eine Hofschaft in Hückeswagen im Oberbergischen Kreis im Regierungsbezirk Köln in Nordrhein-Westfalen (Deutschland).

## Lage und Beschreibung
Niederdahlhausen liegt im nordöstlichen Hückeswagen nahe der Bevertalsperre an der Grenze  zu Radevormwald. Weitere Nachbarorte sind Scheuer, Herweg, Zipshausen, Neuenherweg, Eckenhausen, Siepersbever, Heinhausen, Fockenhausen, Oberbeck, Pleuse und Radevormwald-Lichteneichen. Abgegangen sind Oberdahlhausen und Brechen.
Die Hofschaft ist über eine Zufahrtsstraße erreichbar, die bei Neuenherweg von der Bundesstraße 483 (B483) abzweigt und auch Scheuer anbindet. Der Niederdahlhausener Bach fließt nördlich an dem Ort vorbei.

## Geschichte
1518 wird der Ort erstmals unter der Bezeichnung „Dahlhusen“ in Kirchenrechnungen der evangelischen Kirchengemeinde in Hückeswagen aufgeführt. Die Karte Topographia Ducatus Montani aus dem Jahre 1715 zeigt den Hof als Dahlhusen. Im 18. Jahrhundert gehörte der Ort zum bergischen Amt Bornefeld-Hückeswagen.
1815/16 lebten 22 Einwohner im Ort, es wird dabei aber nicht zwischen Ober- und Niederdahlhausen unterschieden. 1832 gehörte Dahlhausen (ebenfalls nicht unterschieden zwischen Ober- und Niederdahlhausen) der Herdingsfelder Honschaft an, die ein Teil der Hückeswagener Außenbürgerschaft innerhalb der Bürgermeisterei Hückeswagen war. Der laut der Statistik und Topographie des Regierungsbezirks Düsseldorf als Weiler kategorisierte Ort besaß zu dieser Zeit fünf Wohnhäuser und acht landwirtschaftliche Gebäude. Zu dieser Zeit lebten 21 Einwohner im Ort, allesamt evangelischen Glaubens.
Im Gemeindelexikon für die Provinz Rheinland werden 1885 drei Wohnhäuser mit 16 Einwohnern angegeben. Der Ort gehörte zu dieser Zeit zur Landgemeinde Neuhückeswagen innerhalb des Kreises Lennep. 1895 gibt es im Ort drei Wohnhäuser mit elf Einwohnern, 1905 drei Wohnhäuser und 20 Einwohner.
Der aus sieben Häusern bestehende Weiler bestand ursprünglich nur aus einem alten Hof. Die noch heute dort lebende Familie Wirth bewirtschaftete ihn bis in die 1960er Jahre. Danach gaben sie ihn auf und verkauften das Land und errichteten weitere Gebäude im Dorf. Der Hof besteht zwar noch heute, jedoch sind nur noch das Mauerwerk und die Keller des rechten Gebäudes alt. Alle weiteren Teile, wie Scheunen und Ställe, wurden inzwischen zu Wohnräumen umgebaut. Er gehört heute der Familie Gruhn. Weitere alteingesessene Familien sind die Familie Meyer und Familie Schwipper. Alle weiteren sind frisch zugezogene Mieter, da sich alle 7 Gebäude im Besitz der genannten Familien befinden.

## Wander- und Radwege
Folgende Wanderwege führen durch den Ort:
- Der Radevormwalder Ortsrundwanderweg A2 (Hölterhof)

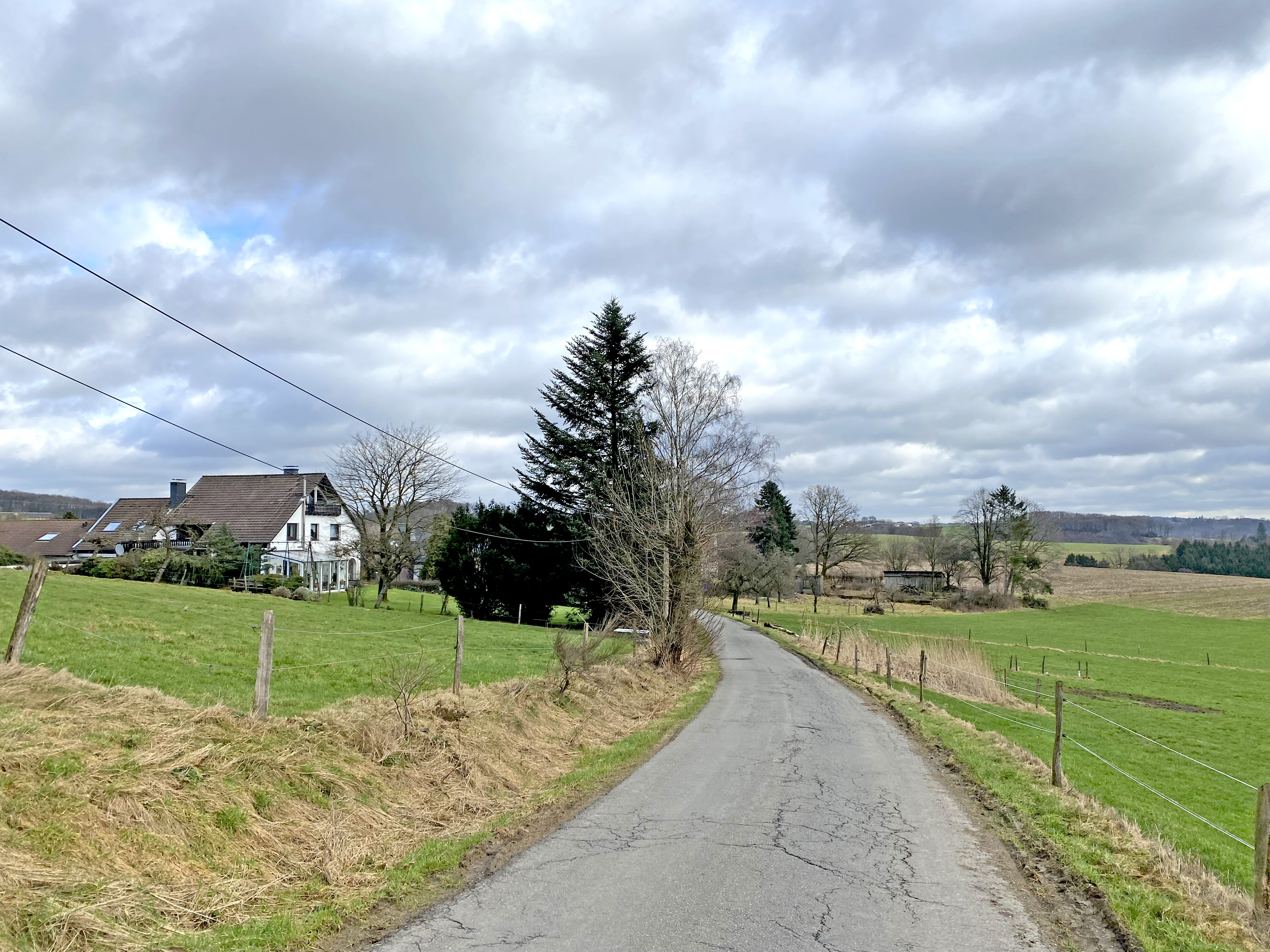
südwestl. Ortseingang
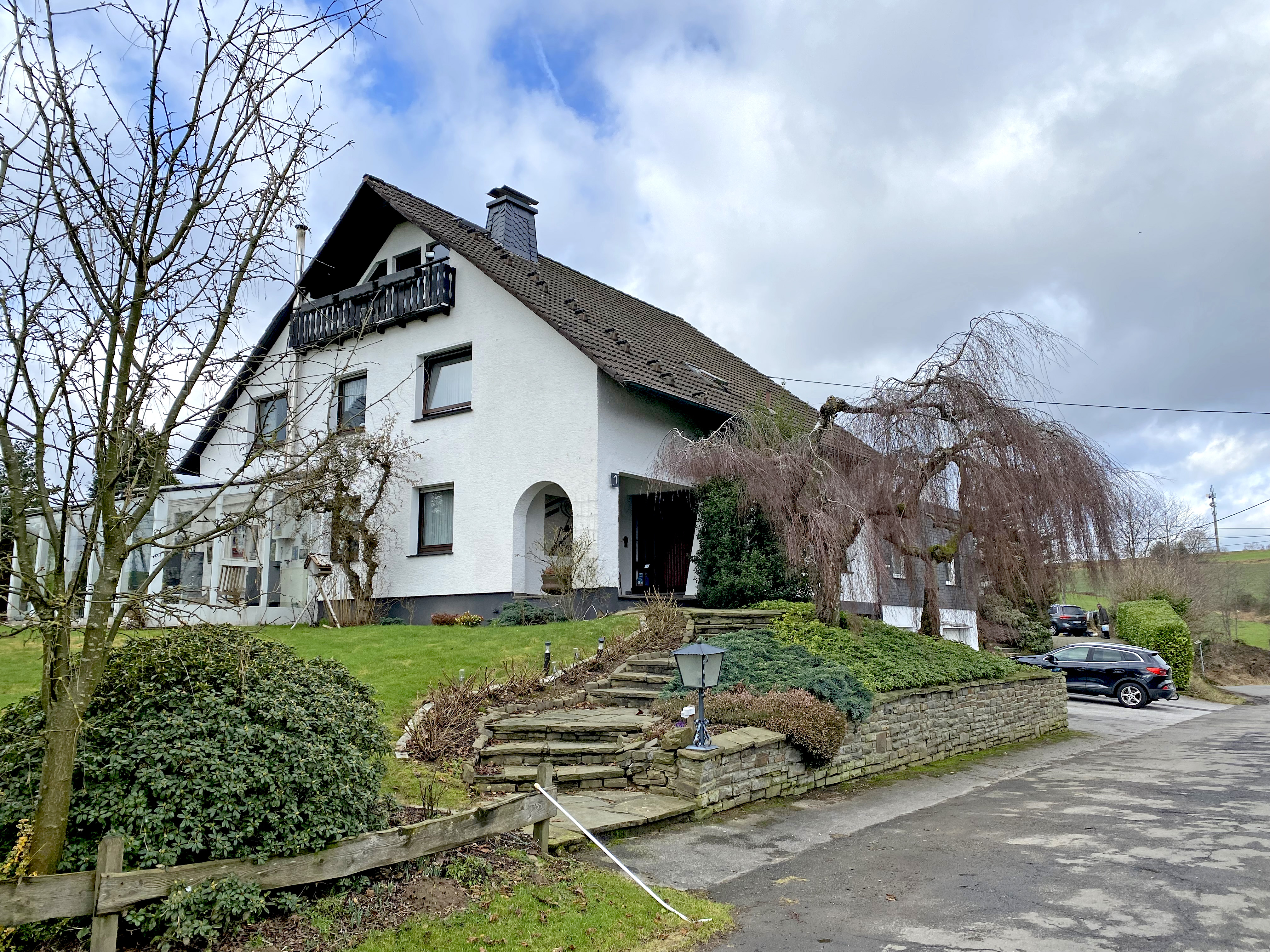
Niederdahlhausen 1/3
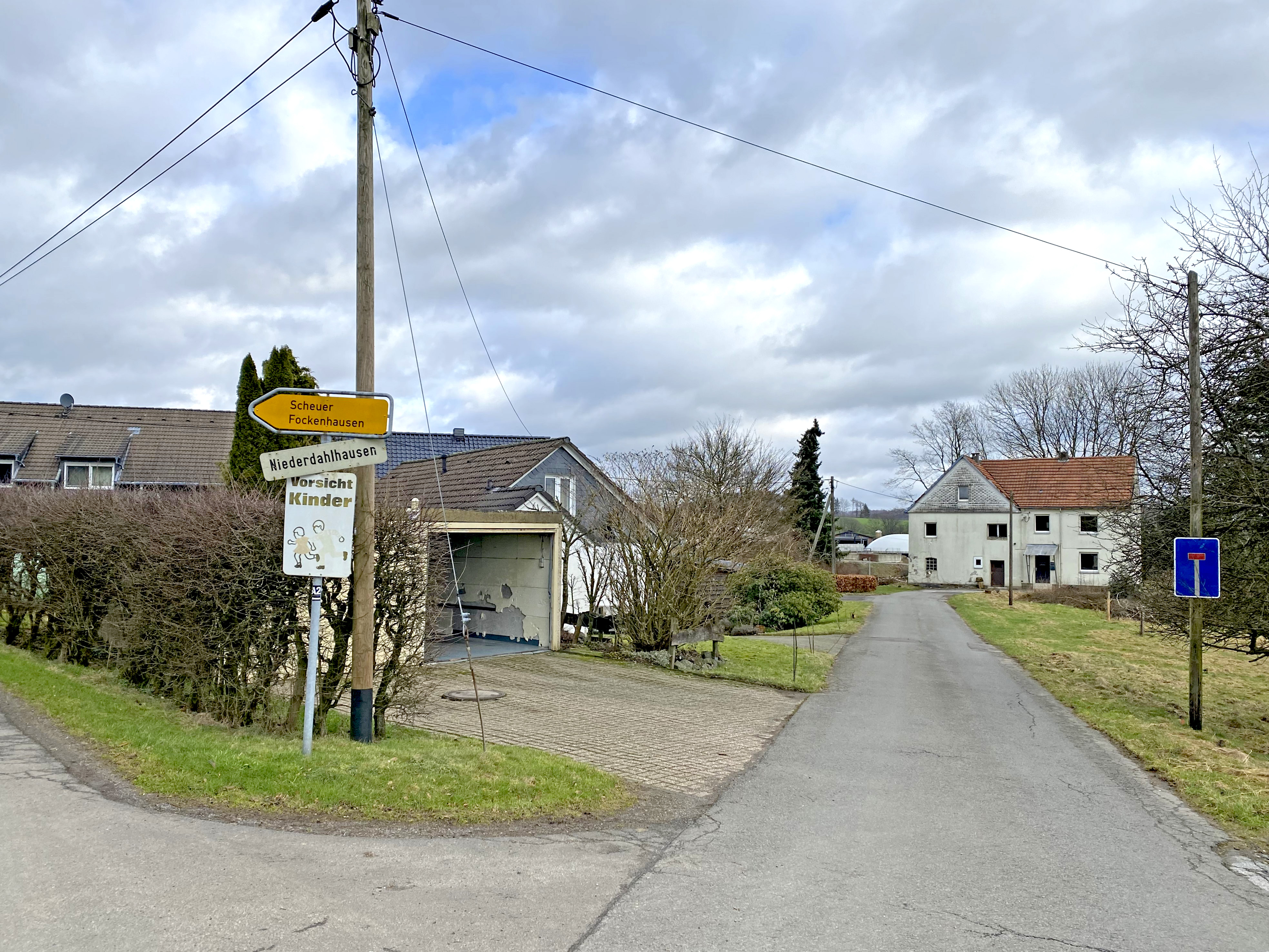
Niederdahlhausen 2 und 5
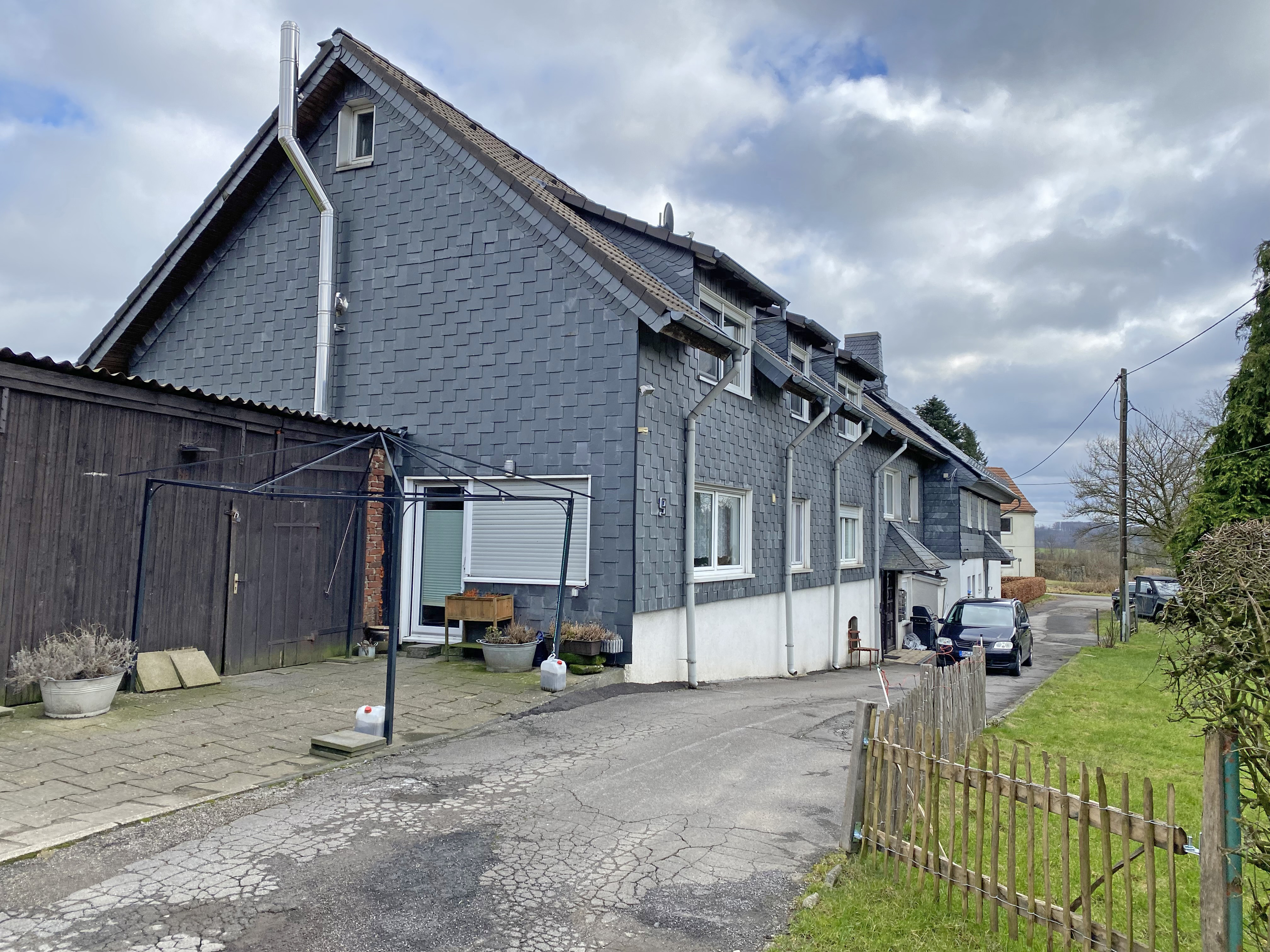
Niederdahlhausen 7/9
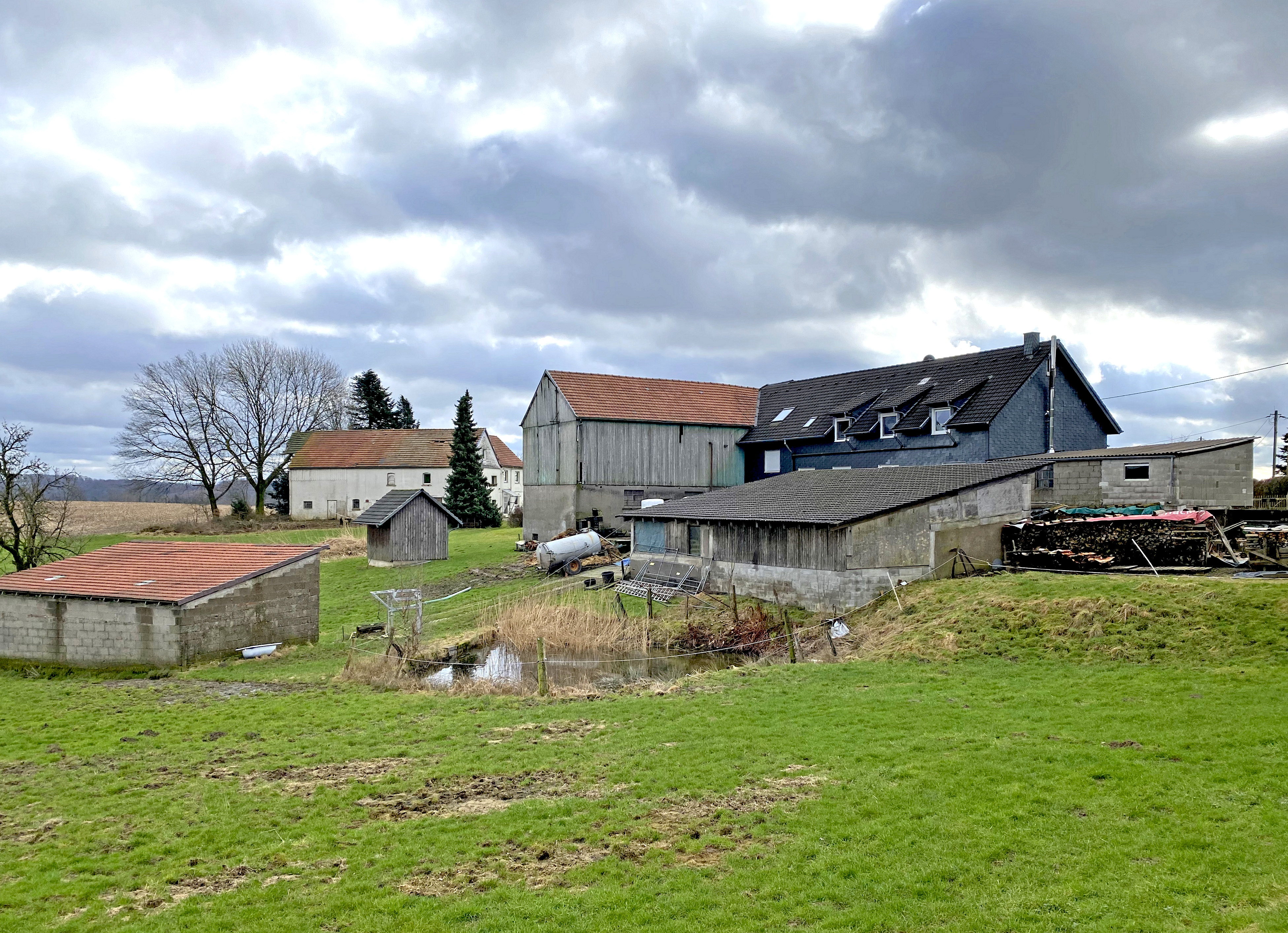
Niederdahlhausen 7/9